# Аттик (философ)
Аттик — философ-платоник II века, глава восстановленной римским императором Марком Аврелием Платоновской Академии.
Аттик пытался очистить платонизм от эклектического наследия и прежде всего от аристотелизма, против которого он написал ряд полемических сочинений. Делил философию на три части: этику, физику и логику, причём этике как учению о благе он отдавал приоритет. При объяснении мира Аттик предполагал, что до его создания существовала вечная хаотическая материя, порядок в которую вносит демиург. По его мнению, идеи онтологически ниже демиурга.